# Длге-над-Цірохоу
Длге-над-Цірохоу (словац. Dlhé nad Cirochou, угор. Cirókahosszúmezoo) — село, громада в окрузі Сніна, Пряшівський край, північно-східна Словаччина. Кадастрова площа громади — 26,30 км². Населення — 1936 осіб (за оцінкою на 31 грудня 2017 р.).

## Історія
Перша згадка 1333 року.

## Географія
Розташоване в долині р. Ціроха, на автошляху I/74 Гуменне — Снина — Убля — кордон України — Малий Березний. Протікає річка Годковець.

## Населення
| Рік:            | 1993 | 2003    | 2013    | 2023    |
| --------------- | ---- | ------- | ------- | ------- |
| Кількість осіб: | 2029 | 2119    | 2018    | 1851    |
| Різниця:        |      | +4,43 % | -4,76 % | -8,27 % |

| Рік:            | 2022 | 2023    |
| --------------- | ---- | ------- |
| Кількість осіб: | 1869 | 1851    |
| Різниця:        |      | -0,96 % |

В селі проживає 2 057 чол.
Національний склад населення (за даними перепису населення 2001 року):
- словаки- 98,92 %
- роми (роми)- 0,80 %
- українці- 0,09 %
- чехи- 0,05 %
- русини- 0,05 %
- угорці- 0,05 %

Склад населення за приналежністю до релігії станом на 2001 рік:
- римо-католики- 96,89 %,
- греко-католики- 1,22 %,
- протестанти- 0,33 %,
- православні- 0,19 %,
- не вважають себе віруючими або не належать до жодної вищезгаданої церкви- 1,22 %

## Пам'ятки
- Римо-католицький костьол св. Іоакіма і Анни з 1993 р.